# Маркиз де Куэльяр

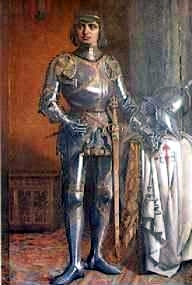
Бельтран де ла Куэва (1443—1492), 1-й герцог де Альбуркерке (1465—1492)

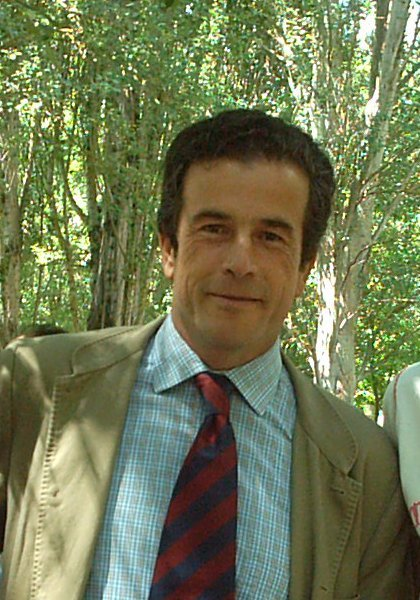
Хуан Мигель Осорио и Бертран де Лис (род. 1958), 19-й герцог де Альбуркерке и 18-й маркиз де Куэльяр

Маркиз де Куэльяр — испанский дворянский титул. Он был создан в 1530 году королем Испании Карлосом I для Франсиско Фернандеса де ла Куэвы и Хирона (1510—1563), старшего сына Бельтрана де ла Куэвы и Толедо, 3-го герцога де Альбуркерке (1478—1560).
С 1530 года титул маркиза де Куэльяр является титулом старшего сына и наследника герцога де Альбуркерке.
Название маркизата происходит от названия муниципалитета Куэльяр в провинции Сеговия, автономное сообщество Кастилия и Леон.

## Сеньоры и маркизы де Куэльяр
24 декабря 1464 года король Кастилии Энрике IV предоставил поместье Куэльяр во владение Бельтрану де ла Куэве (1443—1492), который взамен отказался от титула великого магистра Ордена Сантьяго. С этого момента и до кортесов в Кадисе в 1811 году вилла де Куэльяр принадлежала семье герцогов Альбуркерке.
|                    | Титул                                                   | Период                  |
| Сеньоры де Куэльяр | Сеньоры де Куэльяр                                      | Сеньоры де Куэльяр      |
| ------------------ | ------------------------------------------------------- | ----------------------- |
| 1-й                | Бельтран I де ла Куэва и Меркадо                        | 1464—1492               |
| 2-й                | Франсиско I Фернандес де ла Куэва и Мендоса             | 1492—1526               |
| 3-й                | Бельтран II де ла Куэва и Толедо                        | 1526—1560               |
| Маркизы де Куэльяр |                                                         |                         |
| 1-й                | Франсиско II Фернандес де ла Куэва и Хирон              |                         |
| 2-й                | Габриэль III де ла Куэва и Хирон                        |                         |
| 3-й                | Бельтран III де ла Куэва и Кастилья                     |                         |
| 4-й                | Франсиско III Фернандес де ла Куэва                     |                         |
| 5-й                | Бельтран Кристобаль де ла Куэва и Падилья               |                         |
| 6-й                | Франсиско IV Фернандес де ла Куэва и Энрикес де Кабрера |                         |
| 7-й                | Мельчор Фернандес де ла Куэва и Энрикес де Кабрера      |                         |
| 8-й                | Франсиско V Фернандес де ла Куэва и де ла Куэва         |                         |
| 9-й                | Франсиско VI Фернандес де ла Куэва и де ла Серда        |                         |
| 10-й               | Франсиско VII Фернандес де ла Куэва и Сильва            |                         |
| 11-й               | Педро Мигель де ла Куэва и Гусман                       |                         |
| 12-й               | Мигель де ла Куэва и Энрикес де Наварра                 |                         |
| 13-й               | Хосе Мигель де ла Куэва и де ла Серда                   |                         |
| 14-й               | Николас Осорио-и-Сайяс                                  |                         |
| 15-й               | Хосе Осорио и Сильва                                    |                         |
| 16-й               | Мигель Осорио и Мартос                                  |                         |
| 17-й               | Бельтран Альфонсо Осорио и Диес де Ривера               |                         |
| 18-й               | Хуан Мигель Осорио и Бертран де Лис                     | текущий носитель титула |